# La Chapelle-Souëf
La Chapelle-Souëf là một xã thuộc tỉnh Orne vùng Normandie tây bắc nước nước Pháp. Xã này nằm ở khu vực có độ cao trung bình 122 mét trên mực nước biển.